# 中国兵器工业集团
中国兵器工业集团有限公司，又称中国北方工业集团有限公司（英語：China North Industries Group Corporation Limited，缩写为NORINCO），是中华人民共和国一家主要从事军事装备研发、生产、制造的特大型中央企业。
兵器工业集团是中华人民共和国国务院授权国务院国有资产监督管理委员会管理的国有特大型企业集团以及中国最大的武器装备制造集团，公司主要涉及坦克和装甲车的研制，以及弹药供应。2012年，集团主营业务收入3616亿元，根据《财富》杂志的最新排名，兵器集团在世界500强中排名第161位。
2014年主營業務收入4002億元，實現利潤108.6億元，實現經濟增加值72.6億元，成本費用率控制在97.73%，全部達到國務院國資委考核A級的要求。

## 历史

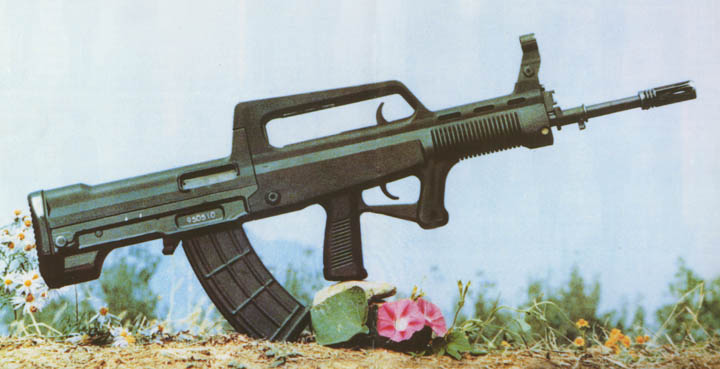
北方工业设计与制造的95式自动步枪。

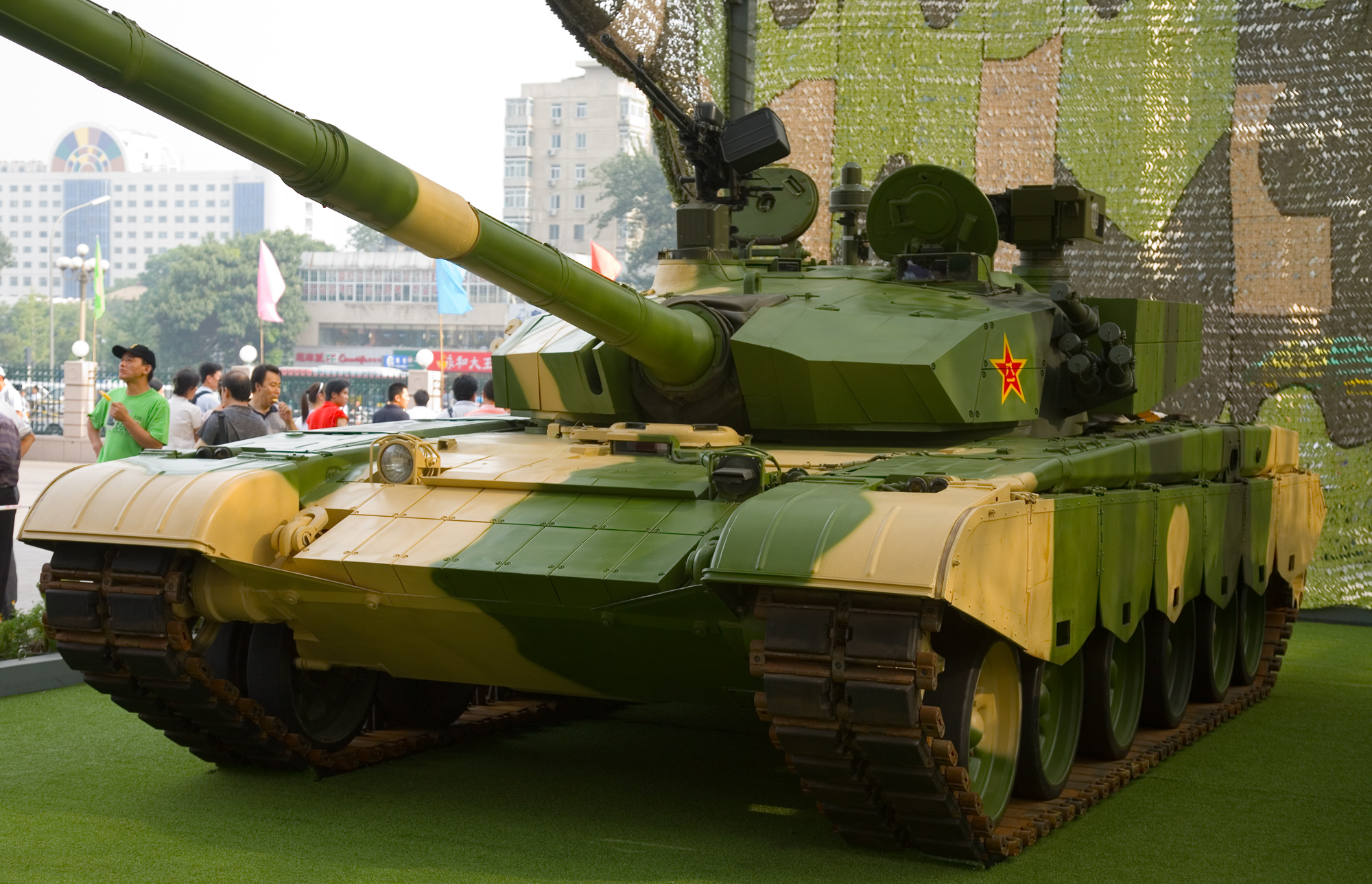
ZTZ-99主战坦克

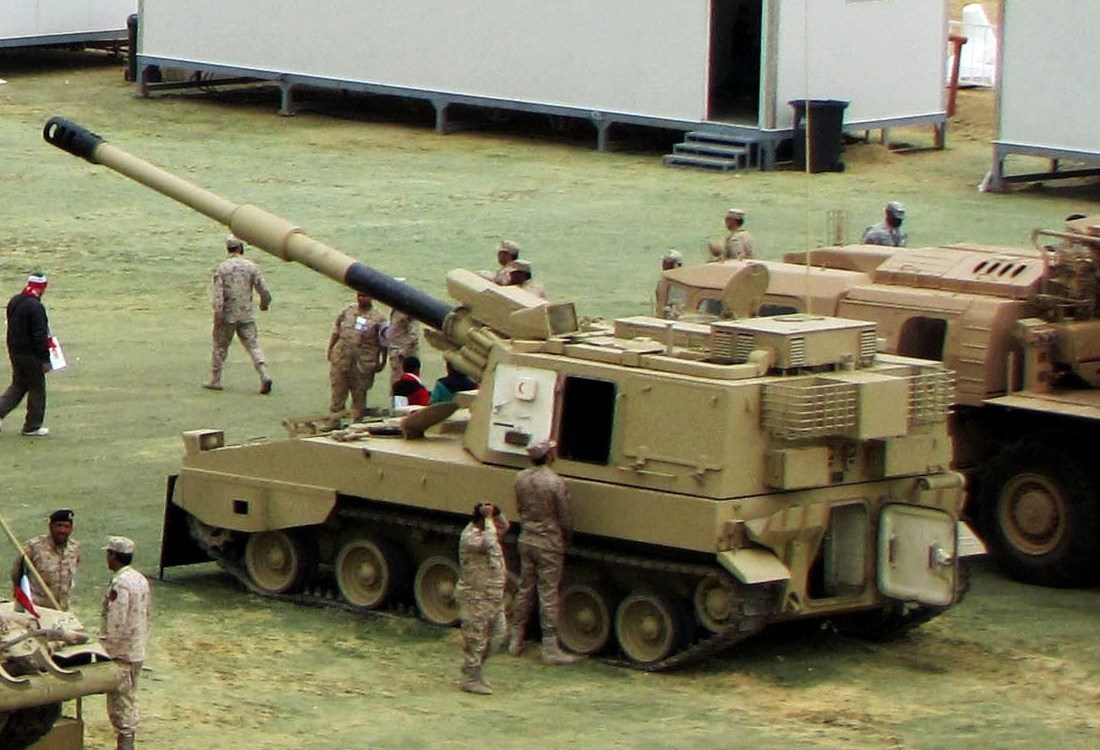
出口中東的PLZ-45自走砲

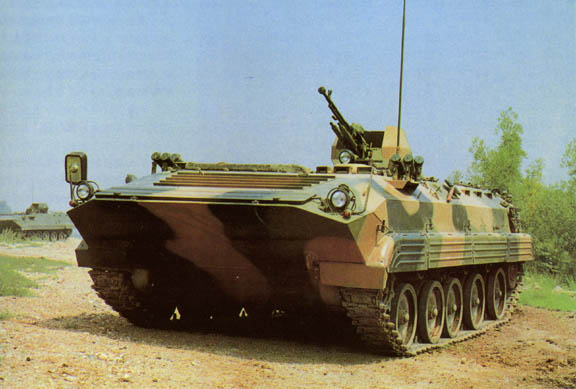
90式裝甲輸送車系列至今仍是解放軍基層主力裝備

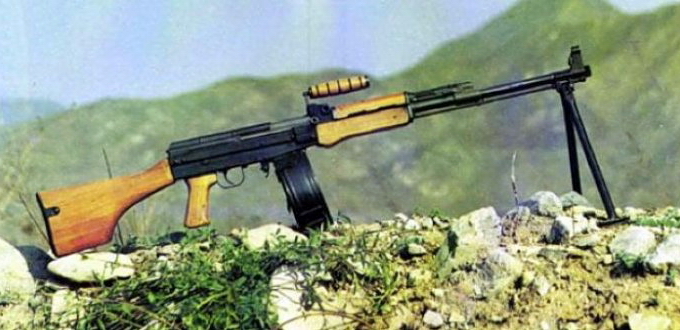
81式班用機槍

公司在1980年由中国国务院批准成立，为当时的第五机械工业部领导下的进出口公司。背景是国家政策允许国务院各部委自办进出口公司、自营进出口贸易。
此后，中国北方工业公司成为在国外代表中国兵器工业的窗口公司。
1993年，北方工业大部分除霰弹枪以外的武器被美国海关禁止进口美国。2003年，美国又以“向伊朗销售导弹相关武器”为由，全面禁止美国进口北方工业产品两年，现已解禁。
1999年7月，在原中国兵器工业总公司基础上改组成立。2011年9月14日，為消除誤解，集團已取消「中国北方工业（集团）总公司」、「CNGC」、以及齿轮与铁塔的组合造型作为集团公司的对外司徽。
2013年5月，中国兵器工业集团公司设立董事会，尹家绪任中国兵器工业集团公司董事长，焦开河任中国兵器工业集团公司总经理、董事。
2021年10月，中國最高人民檢察院今(25日)早公布，因涉嫌嚴重違紀違法，已正式逮捕中國兵器工業集團有限公司前黨組書記兼董事長尹家緒。同年9月30日，遭到开除党籍处分。

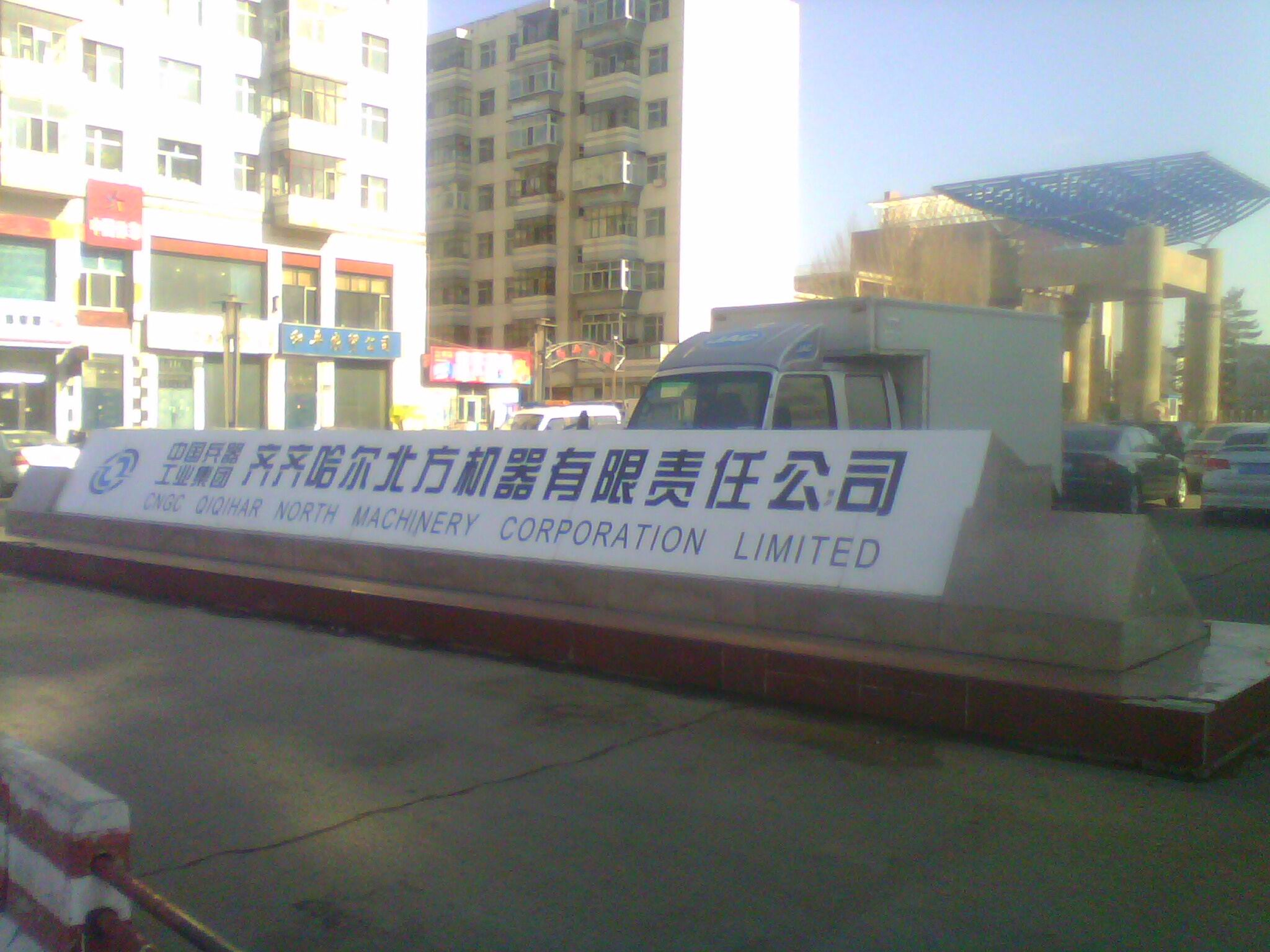
中国兵器工业集团齐齐哈尔北方机器有限责任公司大门

## 组织架构

### 上市公司
- 华锦股份（000059）
- 北方国际（000065）
- 北化股份（002246）
- 长春一东（600148）
- 光电股份（600184）
- 北方股份（600262）
- 北方导航（600435）
- 凌云股份（600480）
- 晋西车轴（600495）
- 内蒙一机（600967）
- 中兵红箭（000519）
- 安捷利实业（01639）

### 子集团
- 中国北方化学工业集团有限公司
- 中国兵工物资集团有限公司
- 北方通用动力集团有限公司
- 北方智能微机电集团有限公司
- 北方特种能源集团有限公司
- 北方材料科学与工程研究院有限公司
- 北方光电集团有限公司
- 北方信息控制集团有限公司
- 北方导航控制技术股份有限公司
- 北方夜视科技集团有限公司
- 北方激光科技集团有限公司
- 北方通用电子集团有限公司
- 内蒙古第一机械集团有限公司
- 哈尔滨第一机械集团有限公司
- 内蒙古北方重工业集团有限公司
- 北方凌云工业集团有限公司
- 北京北方车辆集团有限公司
- 江麓机电集团有限公司
- 重庆铁马工业集团有限公司
- 湖北江山重工有限责任公司
- 武汉重型机床集团有限公司
- 晋西工业集团有限责任公司
- 豫西工业集团有限公司
- 辽沈工业集团有限公司
- 淮海工业集团有限公司

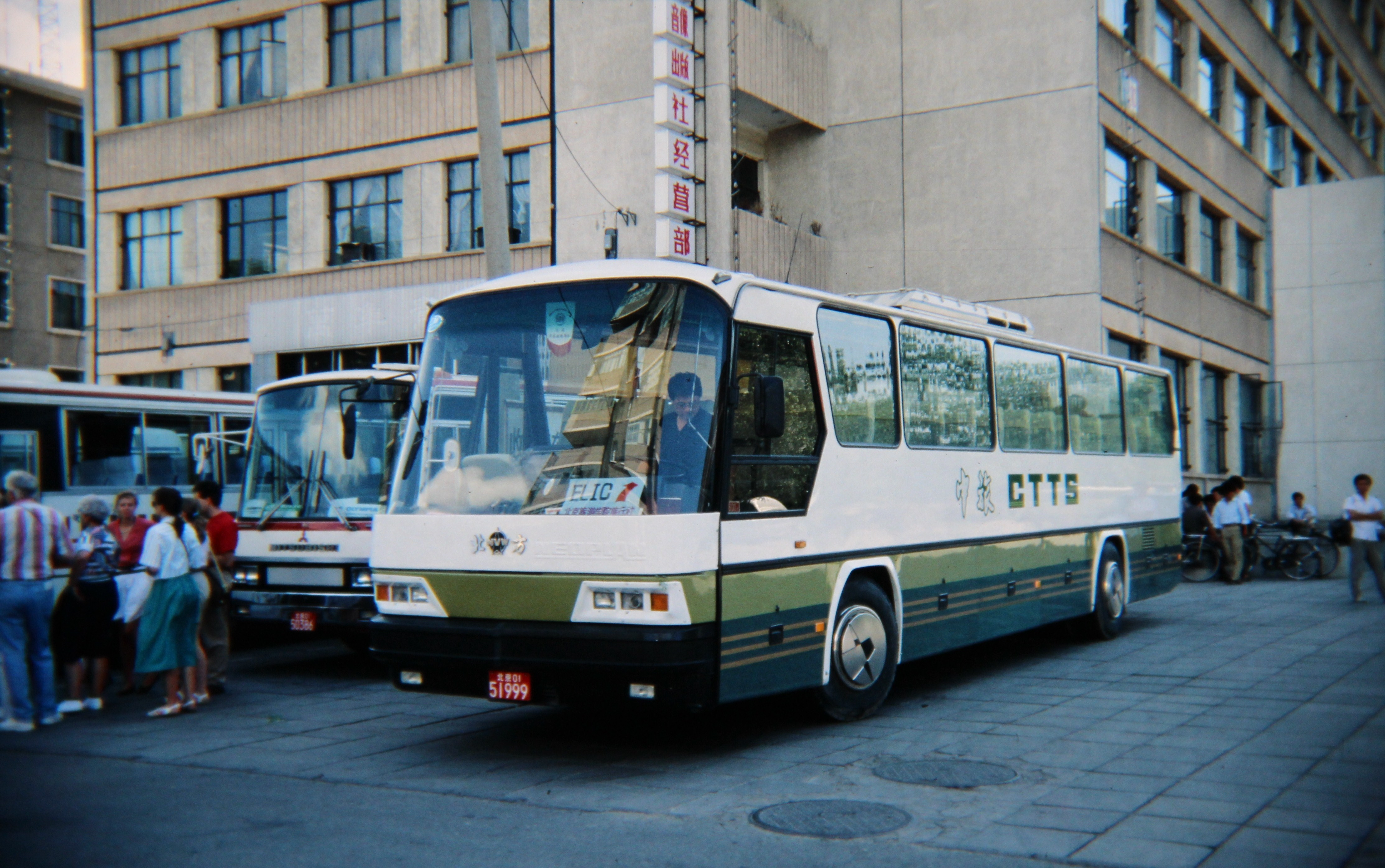
北京北方车辆（618厂）基于尼奥普兰Neoplan Jetliner制造的BFC6120型客车

- 西北工业集团有限公司，于2010年12月28日由原西安东方集团有限公司、西安北方华山机电有限公司（歷史可以追溯到1953年[4]）、西安北方秦川集团有限公司、兰州北方机电有限公司等单位重组新建，总部位于西安市新城区幸福南路1号。[5]
- 东北工业集团有限公司
- 北方华安工业集团有限公司
- 江南工业集团有限公司
- 山东特种工业集团有限公司
- 北方华锦化学工业集团有限公司
- 中国五洲工程设计集团有限公司
- 北方工程设计研究院有限公司
- 北方置业集团有限公司
- 北京北方节能环保有限公司

### 下屬機構
- 中国兵器科学研究院
- 中国北方工业公司
- 兵工财务有限责任公司
- 中国兵器工业规划研究院
- 中国兵器工业信息中心
- 中国兵器工业试验测试研究院
- 兵器人才学院
- 中国兵工学会
- 北方发展投资有限公司
- 中兵投资管理有限责任公司

## 下属媒体
- 兵器知识
- 现代兵器
- 坦克装甲车辆
- 兵器
- 兵工财会

## 中国北方工业有限公司
中国北方工业有限公司（英語：Norinco），简称北方工业，是一家综合型国际防务公司，具有遍布全球的经营网络，业务涉及防务产品、石油、矿产、国际经济技术合作及民品专业化经营等五大领域。在国际军贸市场，北方工业主要以其高科技防务产品和服务而闻名，包括坦克装甲车辆、压制武器、制导武器、弹药、机载武器系统、舰炮产品、防空系统、岸防和边境监控、无人平台、雷达和光电产品、步兵武器、反恐防暴、工程装备及军工项目等。

## 公司產品

### 轻武器

#### 手槍
- 05式警用轉輪手槍—（對應出口型为NP-216轉輪手槍）
- 54式手枪
- 64式手槍
- 67式微声手枪
- 77式手枪—（對應出口型为NP-20手槍）
- 80式衝鋒手槍
- 92式手槍—（對應出口型为NP-42手槍）
- 06式微声手枪
- PPN手槍
- NP 226
- NP 228手槍
- NP 7手槍
- NZ 75手槍
- NZ 85B手槍
- M-1911A1手槍

#### 步槍
- 56式半自动步枪
- 56式衝鋒槍
- 63式自動步槍
- 81式自动步枪
- 84S式半自動步槍
- 86S式自動步槍
- 87式自動步槍
- 88式自動步槍
- 95式自動步槍
- 95B式短突擊步槍
- 97式自動步槍
- 03式自動步槍
- M14S／M305步槍
- CQ突擊步槍
- CQ-A卡賓槍
- CS/LR14型自动步枪
- JW-15步枪
- JW-103/JW-105步槍
- MAK-90運動步槍
- NHM-91自动步枪
- ATD 22半自动步枪

#### 狙擊步槍
- 79式狙擊步槍
- 85式狙擊步槍（79式的改進型）
- NDM-86狙擊步槍
- 88式狙擊步槍
- 97式狙擊步槍
- 99式狙擊步槍
- 03型狙擊步槍

#### 衝鋒槍
- 64式微声冲锋枪
- 79式衝鋒槍
- 82式衝鋒槍
- 85式衝鋒槍
- 85式微聲衝鋒槍
- 320型衝鋒槍
- NR-08衝鋒槍

#### 機槍
- 56式班用機槍
- 67式通用機槍—（改進自RP-46）
- 80式通用機槍
- 88式通用機槍
- 95式班用機槍
- CQ通用機槍

#### 霰彈槍
- 09式军用霰弹槍
- JW2000霰彈槍
- JW2005霰彈槍
- YL1887／1901槓桿式霰彈槍
- YL1897泵動式霰彈槍

#### 榴彈發射器
- 87式自動榴彈發射器
- 89式榴弹弹射器
- 91式榴弹发射器
- 04式自动榴弹发射器
- 06式榴彈發射器
- 10/10A式枪挂榴弹发射器
- LG1枪挂榴弹发射器
- LG2-1/LG2-2枪挂榴弹发射器
- LG3自动榴弹发射器
- LG4转轮式榴弹发射器
- LG5狙击榴弹发射器
- LG6半自动榴弹发射器

#### 火箭筒或火箭發射器
- 69式火箭筒
- 84式雙管火箭發射器
- 89式火箭筒
- 98式重型火箭筒
- 08式火箭筒

#### 迫击炮
- 93式60毫米迫击炮

#### 其他
- 23-2K機炮
- ZM-87激光致盲武器

### 战斗车辆

#### 坦克
- 63式两栖坦克
- 69式中型坦克
- 79式主战坦克
- 80式主战坦克
- 85式主战坦克—（85-ⅡM的升級改進型又命名為VT-2）
- 88式主战坦克
- 90式主战坦克
- 99式主战坦克
- VT-1主战坦克—（又命名為MBT-2000）
- VT-4主战坦克—（又命名為MBT-3000）

#### 步兵战车
- 09式8×8轮式步兵战车—（出口型為VN1 8×8轮式步兵战车）

#### 装甲运兵车
- 63式裝甲運兵車
- 77式两栖装甲运兵车
- 85式装甲运兵车
- 89式装甲运兵车
- 90式装甲运兵车
- 92式装甲运兵车
- VN-4装甲运兵车

#### 自行火炮

##### 自行加农炮/榴弹炮
- 70式122毫米自行榴弹炮
- 83式152毫米自行加榴炮
- 05式120毫米自行迫榴炮
- 87式100毫米轮式突击炮
- 87式105毫米轮式突击炮
- 02式100毫米轮式突击炮
- PLZ-45 155mm自行榴弹炮
- PLZ-52 155mm自行榴弹炮
- ST1 105毫米轮式突击炮

##### 自行高射炮
- 95式自行高射炮
- 04A式自行高射炮

## 外部連結
- 中国兵器工业集团公司 （页面存档备份，存于）官网首页
- 中国北方工业名稱站（页面存档备份，存于）（简体中文），总公司网站。